# Rohrbach-Berg
Rohrbach-Berg – miasto powiatowe w Austrii, w kraju związkowym Górna Austria, siedziba powiatu Rohrbach. Powstało 1 maja 2015 z połączenia miasta Rohrbach in Oberösterreich z gminą Berg bei Rohrbach. 

## Współpraca
Miejscowości partnerskie:
- Berg bei Neumarkt in der Oberpfalz, Niemcy
- Bonanza, Nikaragua